# Pentheochaetes mysticus
Pentheochaetes mysticus är en skalbaggsart som beskrevs av Julius Melzer 1932. Pentheochaetes mysticus ingår i släktet Pentheochaetes och familjen långhorningar.
Artens utbredningsområde är Paraguay. Inga underarter finns listade i Catalogue of Life.